# Helena Curtens
Hellene Mechthildis Curtens (1722 Gerresheim – 19. srpen 1738 Gerresheim) byla obviněna ve věku necelých čtrnácti let z čarodějnictví, mučena a o necelé dva roky později upálena spolu se svou sousedkou Agnes Olmans, matkou tří dětí.